# Kuban (raper)
Kuban, właściwie Jakub Kiełbiński (ur. 4 lutego 1993 w Opocznie) – znany również jako Kubano – polski raper. Współpracował z takimi wykonawcami jak: Kuba Knap, Quebonafide, Dwa Sławy czy Smolasty.

## Życiorys
Debiutował przed 2012 utworami publikowanymi na serwisie SoundCloud, kontynuacja tej formy udostępniania swoich piosenek zaowocowała zaproszeniem do udziału w 3 edycji akcji „Młode wilki Popkiller” w 2013, która przyniosła artyście większą rozpoznawalność, a jego utwór „Nie ma jak” nagrany na potrzeby akcji został na tyle dobrze przyjęty podjęto decyzję o nakręceniu do niego teledysku wyreżyserowanego przez Piotra Zajączkowskiego. W 2014 wypuścił mixtape Co za mixtape, który promowały teledyski do utworów „DOBzI LUDZIE”, „Myślałby kto”, „Brednie” oraz „W moim świecie”. Mixtape zyskał bardzo dużą popularność, uzyskując miliony wyświetleń poszczególnych utworów w serwisach streamingowych. Po wydaniu Co za mixtape Kuban pojawiał się wiele razy w featuringach. Szczególną popularność zyskały piosenki „Żadnych zmartwień” Quebonafide z gościnnym udziałem Kiełbińskiego i Kuby Knapa, utwór Essexa pt. „Mała mi”, oraz DJ-a Paszy pt. „Ta dama”, do których teledyski pojawiły się na kanale rapera. W 2016 raper zapowiedział legalny debiut, do którego pojawił się pierwszy singiel pt. „Było, nie minęło”, następnie udostępniane były kolejne utwory promujące materiał, odpowiednio: „Jak gdyby nic”, „Jak na ironię”, „Flatera” oraz „Mamy swoje za uszami”, które były przeplatane luźnymi utworami. Ostatecznie legalny debiut Kubana o nazwie Myślisz jeszcze? ukazał się 7 kwietnia 2017 roku nakładem wytwórni Dobzi ludzie debiutując na 3 miejscu oficjalnej listy sprzedaży OLiS.
Studyjną ciszę przerwał w 2023 wydając album Spokój.. Płyta spotkała się ze zróżnicowanym odbiorem wśród słuchaczy, dominowały jednak pozytywne opinie.

## Dyskografia

### Albumy studyjne
| Rok  | Album | Pozycja na liście | Certyfikat                 | Sprzedaż       |
| Rok  | Album | POL               | Certyfikat                 | Sprzedaż       |
| ---- | --- | ----------------- | -------------------------- | -------------- |
| 2017 | Myślisz jeszcze? - Data: 7 kwietnia 2017 - Wydawca: Dobzi ludzie, My Music - Format: CD, digital download | 3                 | - ZPAV: złota płyta        | - POL: 15 000+ |
| 2023 | Spokój. - Data: 24 marca 2023 - Wydawca: Dobzi ludzie, My Music - Format: CD, digital download            | 1                 | - ZPAV: 2× platynowa płyta | - POL: 60 000+ |
| 2025 | Fugazi - Data: 28 lutego 2025 - Wydawca: Dobzi ludzie - Format: CD, digital download                      | 1                 |                            |                |

### Mixtape’y
| Rok  | Album                                                                                         |
| ---- | --------------------------------------------------------------------------------------------- |
| 2014 | Co za mixtape - Data: 27 sierpnia 2014 - Wydawca: Dobzi ludzie - Format: CD, digital download |

## Single
| Rok | Tytuł                                    | Najwyższe pozycje na listach | Najwyższe pozycje na listach | Najwyższe pozycje na listach | Certyfikat                 | Album            |
| Rok | Tytuł                                    | POL                          | POL                          | POL                          | Certyfikat                 | Album            |
| Rok | Tytuł                                    | Airplay                      | Streaming                    | Billboard                    | Certyfikat                 | Album            |
| --- | ---------------------------------------- | ---------------------------- | ---------------------------- | ---------------------------- | -------------------------- | ---------------- |
| 2014 | „Brednie”                                | –                            | X                            | X                            |                            | Co za Mixtape    |
| 2014 | „W moim świecie”                         | –                            | X                            | X                            |                            | Co za Mixtape    |
| 2016 | „Było, nie minęło”                       | –                            | X                            | X                            |                            | Myślisz jeszcze? |
| 2016 | „Jak gdyby nic”                          | –                            | X                            | X                            | - ZPAV: złota płyta        | Myślisz jeszcze? |
| 2017 | „Jak na ironię”                          | –                            | X                            | X                            |                            | Myślisz jeszcze? |
| 2017 | „Flatera”                                | –                            | X                            | X                            |                            | Myślisz jeszcze? |
| 2017 | „Mamy swoje za uszami”                   | –                            | X                            | X                            |                            | Myślisz jeszcze? |
| 2017 | „Nie znałem cię”                         | –                            | X                            | X                            |                            | –                |
| 2018 | „Sami swoi” (oraz Szpaku)                | –                            | X                            | X                            |                            | –                |
| 2020 | „#Hot16Challenge2”                       | –                            | X                            | X                            |                            | –                |
| 2022 | „Na okrągło”                             | 24                           | 4                            | 1                            | - ZPAV: diamentowa płyta   | Spokój.          |
| 2023 | „Jak nie wrócę po północy” (oraz Szpaku) | –                            | 4                            | 5                            | - ZPAV: platynowa płyta    | Spokój.          |
| 2023 | „Pamiętam siebie” (gośc. Bedoes)         | –                            | 5                            | 6                            | - ZPAV: platynowa płyta    | Spokój.          |
| 2023 | „Magister sztuki”                        | –                            | 3                            | 3                            | - ZPAV: platynowa płyta    | Spokój.          |
| 2023 | „Same zmartwienia” (gośc. Quebonafide)   | 28                           | 3                            | 3                            | - ZPAV: 2× platynowa płyta | Spokój.          |
| 2024 | „Na bombę”                               | –                            | 43                           | –                            |                            | Fugazi           |
| 2024 | „Najlepszy dzień” (gośc. Oki)            | –                            | 11                           | 13                           |                            | Fugazi           |
| 2024 | „Nie ma co” (gośc. Gibbs)                | –                            | 29                           | –                            |                            | Fugazi           |
| 2024 | „Tak niewiele brakowało” (gośc. Kukon)   | –                            | 18                           | 15                           |                            | Fugazi           |
| 2024 | „Młody Gandolfini”                       | –                            | 3                            | 3                            |                            | Fugazi           |
| 2024 | „Koto”                                   | –                            | 39                           | –                            |                            | Fugazi           |
| 2025 | „Zanim spadnie deszcz” (gośc. Mrozu)     | 2                            | 15                           | 18                           |                            | Fugazi           |
| 2025 | „Sam na świecie”                         | –                            | 15                           | 13                           |                            | Fugazi           |
| 2025 | „Kyoto” (gośc. Zalia)                    | 1                            | 6                            | 5                            |                            | Fugazi           |
| „–” oznacza, że singel nie był notowany na danej liście. „X” oznacza, że lista przebojów nie istniała w danym okresie. |                                          |                              |                              |                              |                            |                  |

Występy gościnne
| Rok  | Tytuł                                                     | Najwyższe pozycje na listach | Najwyższe pozycje na listach | Certyfikat              | Album     |
| Rok  | Tytuł                                                     | Streaming                    | Billboard                    | Certyfikat              | Album     |
| ---- | --------------------------------------------------------- | ---------------------------- | ---------------------------- | ----------------------- | --------- |
| 2012 | „Niepoważnie” (Żabson, gośc. Kuban)                       | X                            | X                            |                         |           |
| 2014 | „Żadnych zmartwień” (Quebonafide; gośc. Kuban, Kuba Knap) | X                            | X                            | - ZPAV: platynowa płyta | Ezoteryka |
| 2017 | „Nie pierwszy raz” (Smolasty, gośc. Kuban)                | X                            | X                            | - ZPAV: złota płyta     | Los       |
| 2024 | „Hill Bomb” (Guzior, gośc. Kuban)                         | 5                            | 3                            | - ZPAV: platynowa płyta | G         |

Inne notowane i certyfikowane utwory
| Rok                                                     | Tytuł                                                | Najwyższa pozycja na liście | Certyfikat          | Album            |
| Rok                                                     | Tytuł                                                | Streaming                   | Certyfikat          | Album            |
| ------------------------------------------------------- | ---------------------------------------------------- | --------------------------- | ------------------- | ---------------- |
| 2023                                                    | „Dom”                                                | –                           | - ZPAV: złota płyta | Spokój.          |
| 2023                                                    | „Rubinowe wino” (gośc. Hodak)                        | –                           | - ZPAV: złota płyta | Spokój.          |
| 2023                                                    | „Gdzieś wyjedźmy już”                                | –                           | - ZPAV: złota płyta | Spokój.          |
| 2023                                                    | „Od serducha” (gośc. KęKę)                           |                             | - ZPAV: złota płyta | Spokój.          |
| 2024                                                    | „Jeśli chciałbyś to możesz wpaść” (Oki; gośc. Kuban) | 58                          |                     | ERA47            |
| 2025                                                    | „Nie tym razem”                                      | 64                          |                     | Fugazi           |
| 2025                                                    | „Różnie to było” (gośc. Pezet)                       | 50                          |                     | Fugazi           |
| 2025                                                    | „Baletnica” (Kuqe 2115, gośc. Kuban, emi)            | 55                          |                     | Nareszcie w domu |
| „–” oznacza, że utwór nie był notowany na danej liście. |                                                      |                             |                     |                  |